# Musée national des Beaux-Arts (Argentine)
 (février 2022).
Si vous disposez d'ouvrages ou d'articles de référence ou si vous connaissez des sites web de qualité traitant du thème abordé ici, merci de compléter l'article en donnant les références utiles à sa vérifiabilité et en les liant à la section « Notes et références ».
Le musée national des Beaux-Arts, en Argentine, (en espagnol : El Museo Nacional de Bellas Artes, abrégé en MNBA) est un musée d'art situé à Buenos Aires, dans le quartier de Recoleta, et à Neuquén. Ce musée constitue l'un des musées du patrimoine de ce pays et d'Amérique latine. 

## Histoire du musée

### Premier musée
Le musée a été créé en 1895 par un décret du président José Evaristo Uriburu. Son premier directeur a été Eduardo Schiaffino (es), artiste, critique d’art et premier historien de l’art argentin, qui fonda l'Athénée en 1893, dans le but d’organiser des expositions d’art argentin, ce qui a ensuite incité à la création du musée des Beaux-Arts. Schiaffino souhaitait une organisation du musée selon l'histoire de l’art comme les musées européens de l’époque.
Le musée reçut d’abord les collections d'Adriano Rossi et  José Prudencio de Guerrico complétées par des dons d’amis de Schiaffino. Il put ouvrir un après sa création officielle, avec une collection de 163 œuvres le 25 décembre 1896 dans le bâtiment du Bon Marché, rue Florida, aujourd’hui bâtiment des Galerías Pacífico (es). Ainsi, le bâtiment faisait magasin (bijouterie, mercerie) mais avait d’autres espaces réservés à l'Athénée, le Colmena, des ateliers d'artistes (comme celui du sculpteur Victor de Pol) et des bibliothèques.
Le musée de caractère éclectique au départ a vu son fonds s'accroître au fur et à mesure des acquisitions et donations. Une œuvre d’Auguste Renoir fut achetée en 1907 par l’État.
Schiaffino entreprit diverses actions au début du XXe siècle pour faire connaître le musée et accroître son patrimoine ; il participa à l'Exposition universelle de 1904 à Saint-Louis aux États-Unis et y exposa des œuvres du musée et de la Commission nationale des beaux-arts ; il voyagea en Europe, y établit des contacts avec des artistes et des collectionneurs, acquit la collection Bayley, composée de dessins et études préparatoires de maîtres anciens. Finalement, en 1909, le musée dut quitter le Bon Marché et aller occuper, place du Général-San-Martin, le pavillon argentin qui avait servi lors de l’Exposition universelle de Paris de 1889, pavillon fait de métal et de verre. Les œuvres furent alors rangées en ordre chronologique et selon les donations des divers collectionneurs. Les legs de Parmenio Piñero et Leonela Rojas (1907), ainsi que la donation Ángel Roverano (1910) vinrent encore enrichir le musée d’œuvres françaises, espagnoles et italiennes. 
Le musée n'était pas encore rouvert dans le pavillon argentin quand Schiaffino finit son mandat en 1910 et fut remplacé par Carlos Zuberbühler, lequel fut lui aussi remplacé, après un mandant d'un an seulement, par Cupertino del Campo, ensuite en poste pendant vingt ans jusqu'en 1931.
C'est Atilio Chiáppori qui succéda à Cupertino en 1931, année où se créa l'Association des amis du musée national des Beaux-Arts, dont la vocation était de développer l'art argentin et d’augmenter le patrimoine du musée. Chiáppori, connaisseur de la muséologie et des tendances artistiques contemporaines souhaitait transformer le musée des Beaux-Arts en musée d’Art moderne, doté d'une fonction éducative et de service à l’égard de la société.

### Transfert dans le musée actuel

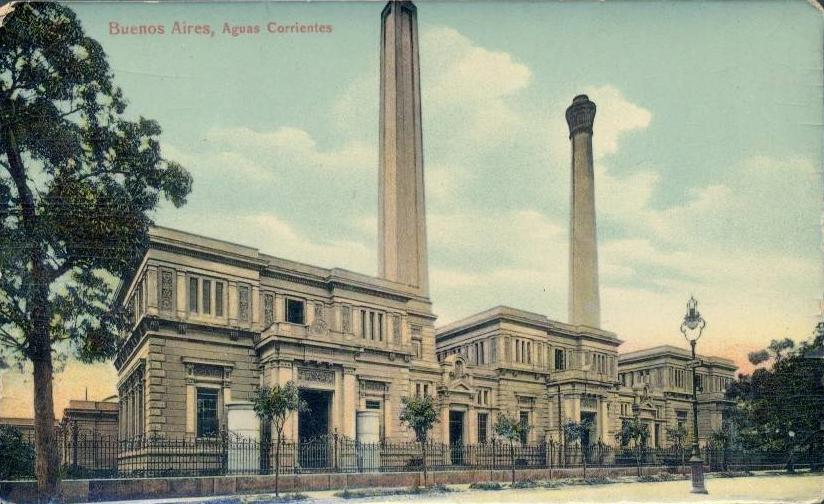
Carte postale de 1900 qui montre la Casa de Bombas en fonctionnement. Ces bâtiments ont été récupérés par le musée en 1932.

Au début du mandat de Chiáppori, en 1932, le musée national des Beaux-Arts fut transféré dans l'ancienne station de filtrage d'eau potable, la Casa de Bombas (littéralement la « maison des pompes »).
La Casa de Bombas avait été cédée en 1931 à la Comisión Nacional de Bellas Artes par la municipalité de Buenos Aires. Dans cet édifice, construit en 1870, on filtrait l'eau pompée du Río de la Plata et on l'envoyait dans un réservoir situé jadis à l'emplacement de la Plaza del Congreso. Les modifications de l'édifice liées à sa nouvelle affectation furent confiées à l'architecte Alejandro Bustillo (es), qui y prévit des salles spacieuses et bien illuminées, et y conçut un itinéraire spatial ordonné pour minimiser les déplacements et la fatigue du visiteur. Le transfert dans le bâtiment actuel débuta en 
septembre 1932, et le musée fut inauguré en mai 1933, en présence du président Agustín Pedro Justo.
À partir de ce moment, l'édifice du MNBA subit diverses modifications. En 1961, on y construisit un pavillon pour les expositions temporaires. En 1980, on inaugura la salle la plus grande du musée, avec 1 536 m2, qui héberge actuellement la collection d'art argentin du XXe siècle. En 1984, on termina les travaux du second étage, pour l’aménagement entre autres de deux terrasses de sculptures.

## Patrimoine actuel
Actuellement le musée compte trente-quatre salles d'exposition, vingt-quatre situées au rez-de-chaussée (2 000 m2), huit au premier étage (2 200 m2) et deux au second (410 m2). Au rez-de-chaussée se trouve une bibliothèque spécialisée dans l'art, avec un patrimoine de 150 000 volumes. Au premier étage, a été construit un auditorium de 320 m2, pour diverses activités artistiques.
En 2005, le patrimoine du musée comptait 12 713 œuvres (comprenant peintures, sculptures, tapisseries, gravures, dessins et objets) dont on expose au moins sept cents pièces. Parmi les artistes exposés, on trouve notamment Rembrandt, Rubens, Eugène Isabey, Renoir, Cézanne, Morandi, Le Greco, Rodin, Chagall, Gauguin, Goya, Manet (avec La Nymphe surprise), van Gogh (Le Moulin de la Galette), Monet (avec Le pont de Chatou), Picasso.
On trouve aussi des œuvres d'artistes peintres et sculpteurs argentins comme : Cándido López, Castagnino, Benito Quinquela Martín (dont Elevadores a pleno sol), Fernando Fader, Xul Solar, Thibon de Libian, Lucio Fontana, Lino Enea Spilimbergo (es), Enrique Alonso, Raquel Forner, Prilidiano Pueyrredón.

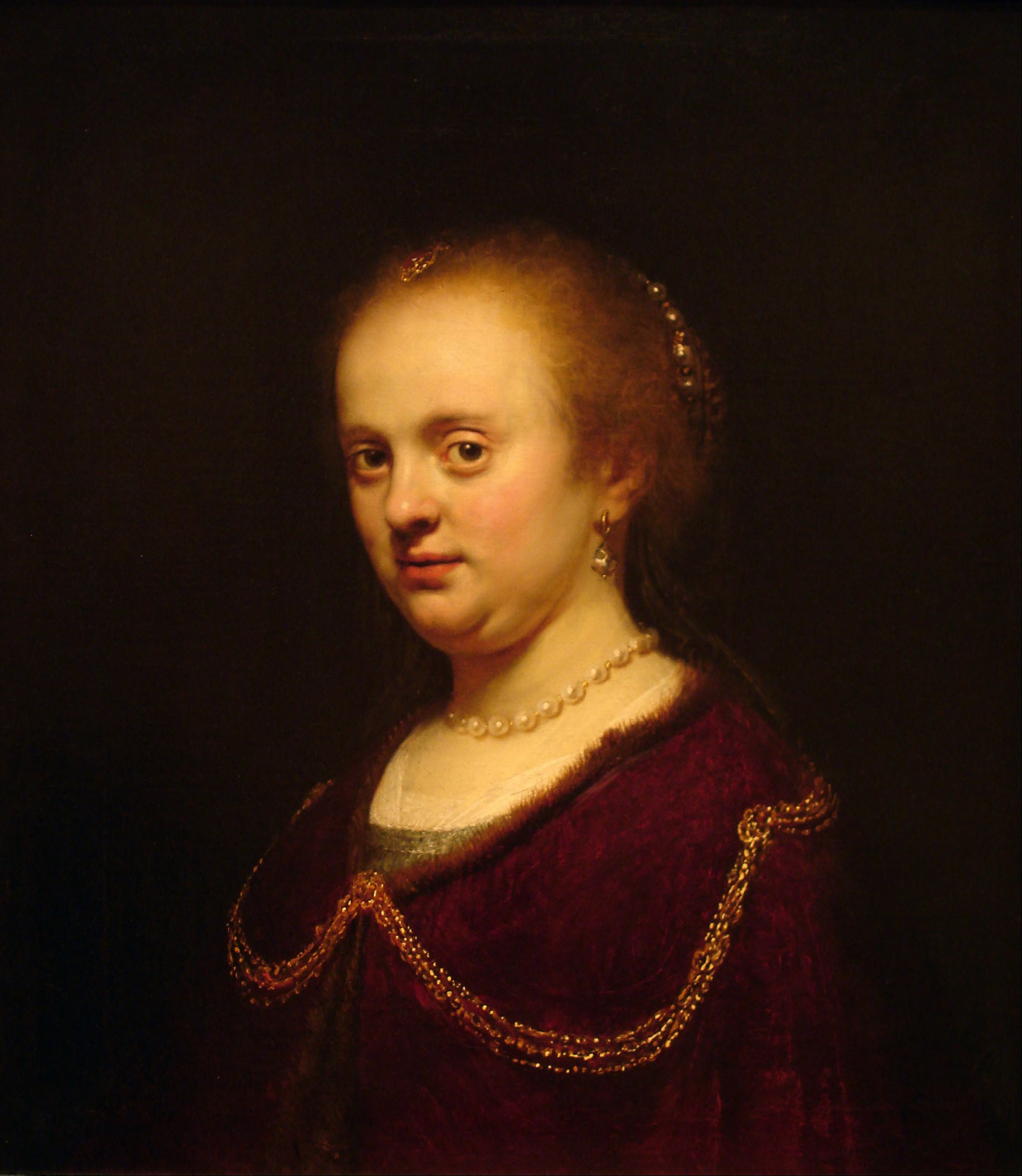
Rembrandt, Portrait d'une jeune femme, 1634.
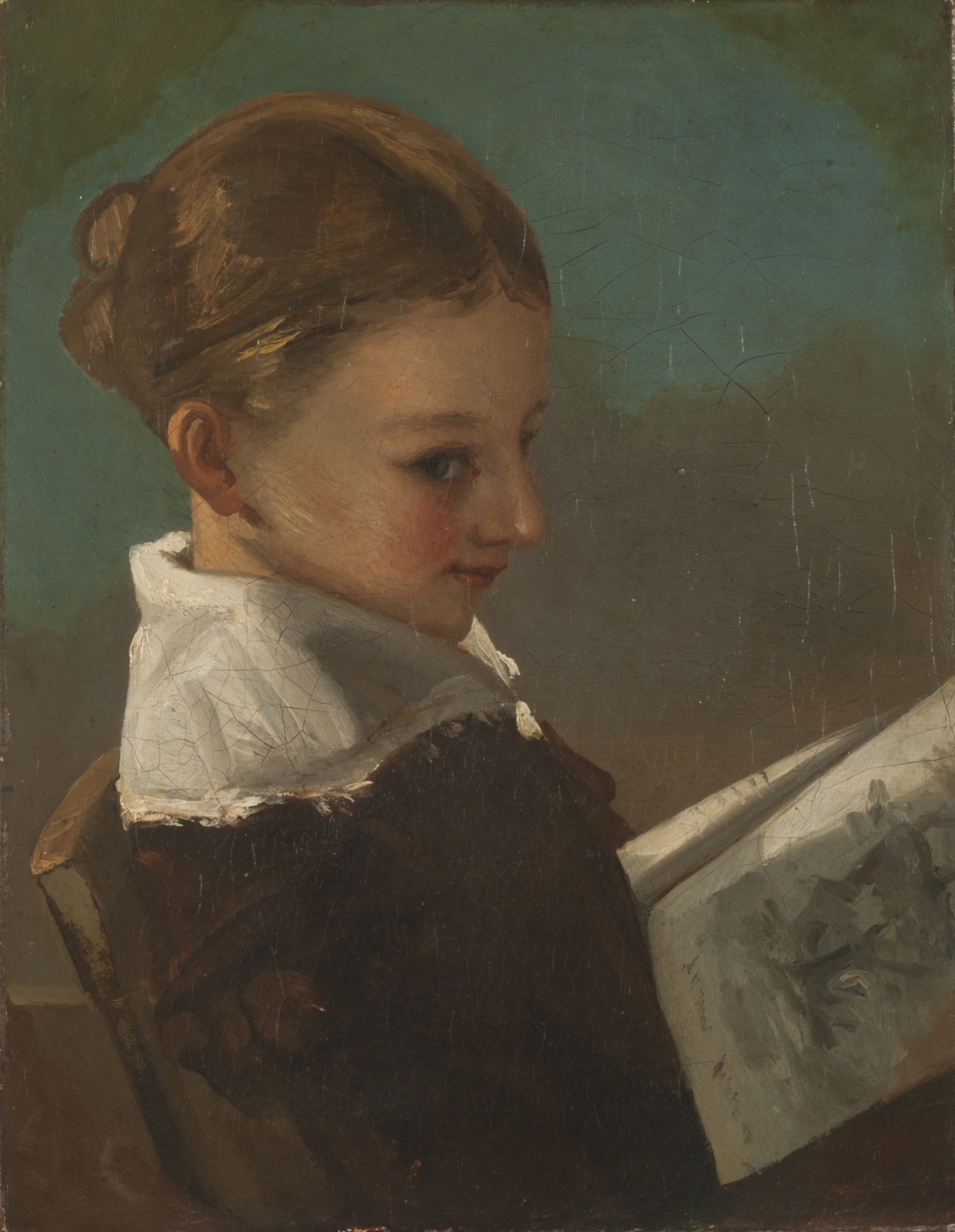
Gustave Courbet, Juliette Courbet âgée de dix ans, vers 1841.
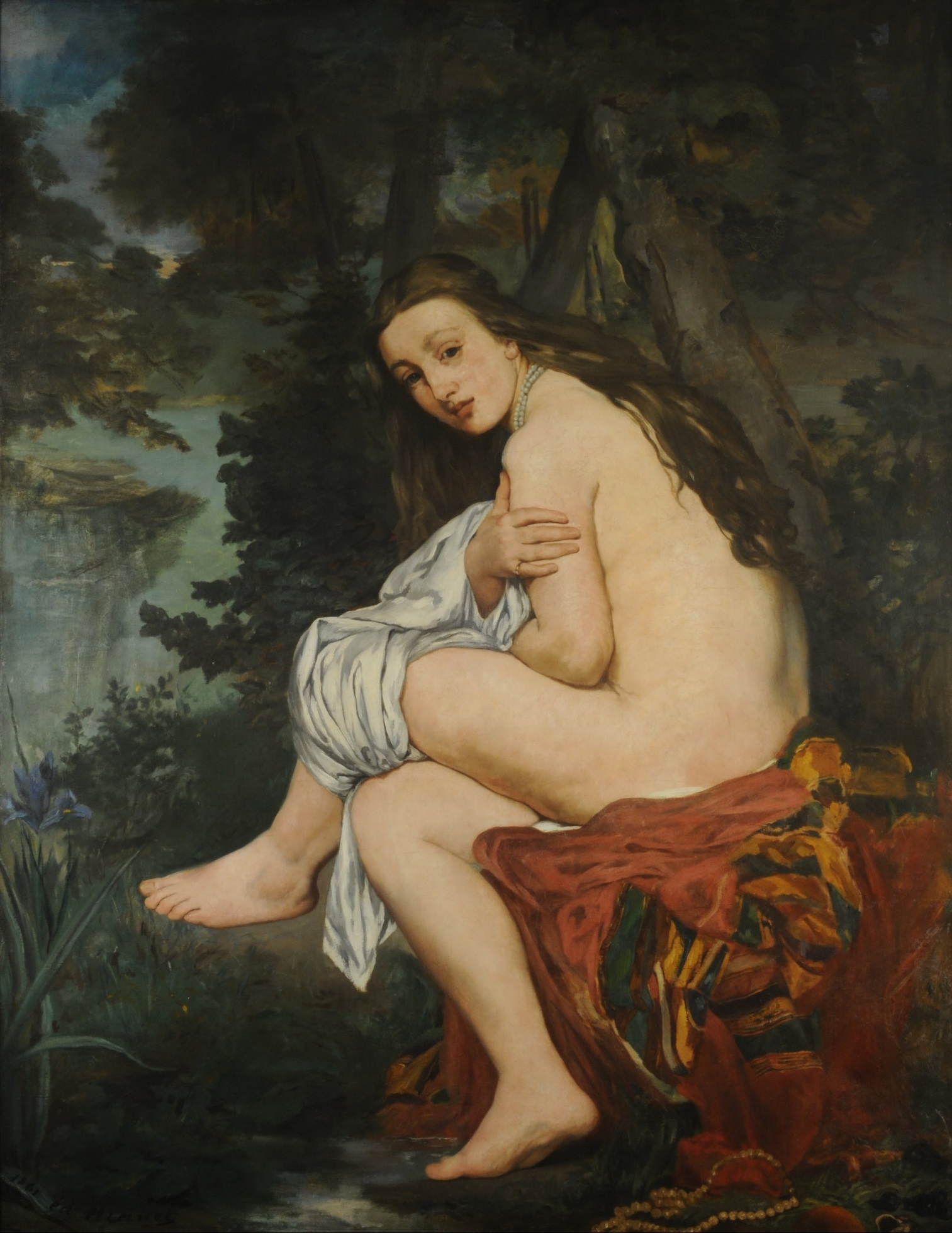
Édouard Manet, La Nymphe surprise, 1861.
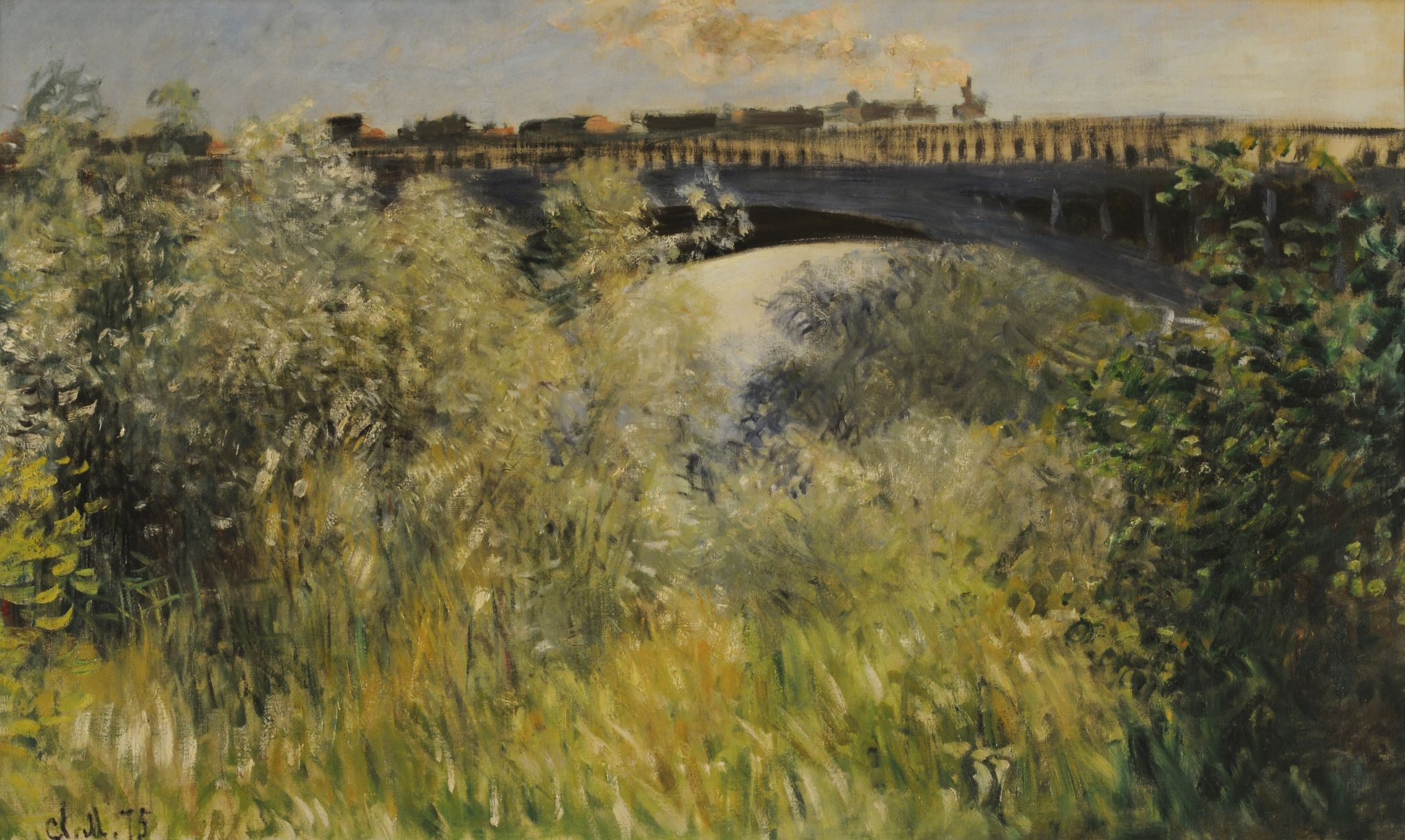
Claude Monet, Le pont de Chatou, 1875.
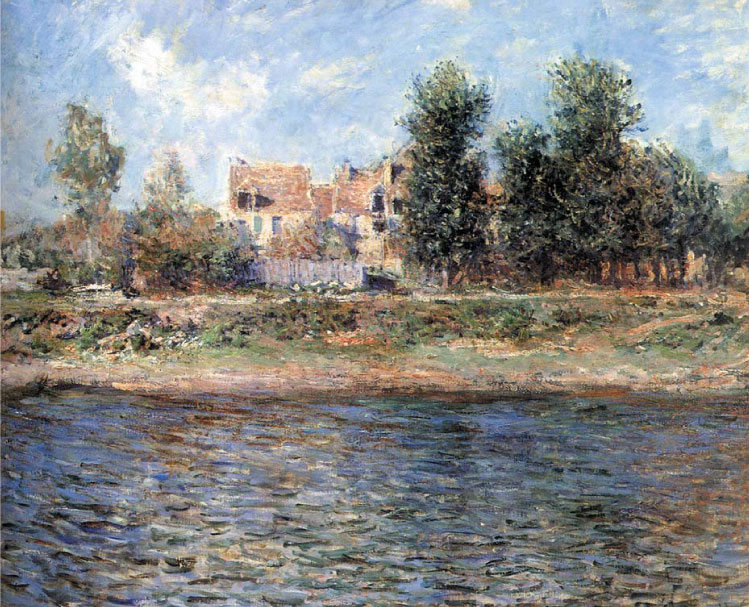
Claude Monet, La Berge de la Seine, 1880.
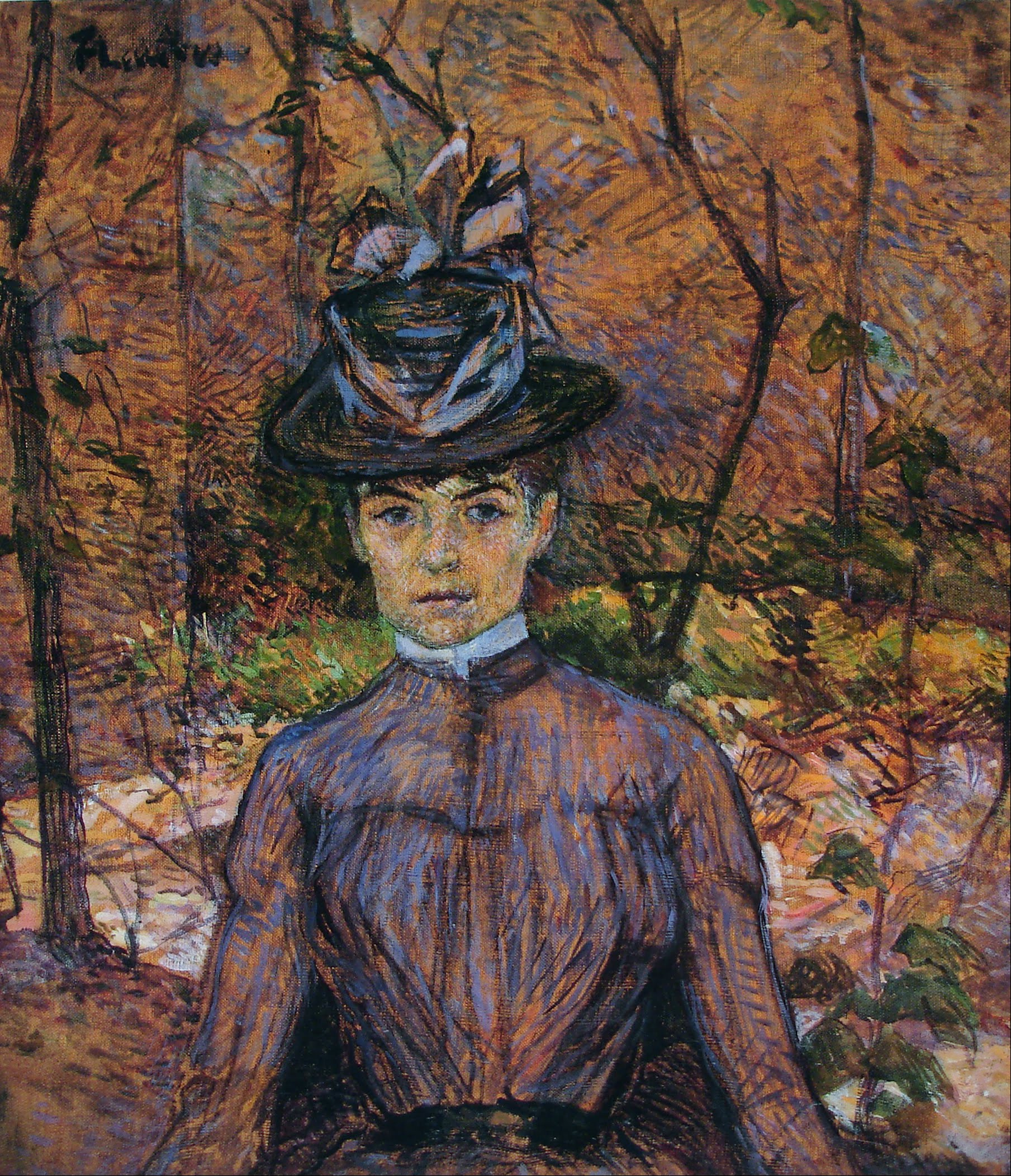
Henri de Toulouse-Lautrec, Portrait de Suzanne Valadon, 1885.
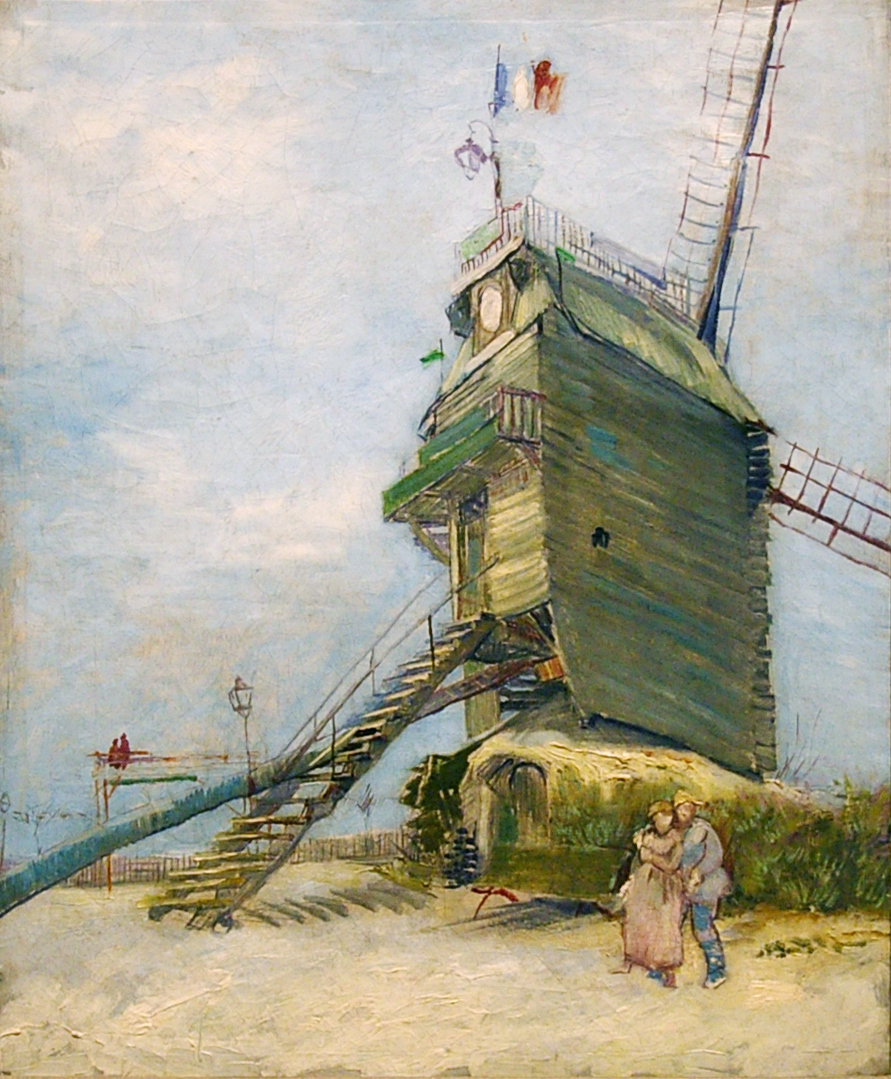
Vincent van Gogh, Le Moulin de la Galette, 1886.
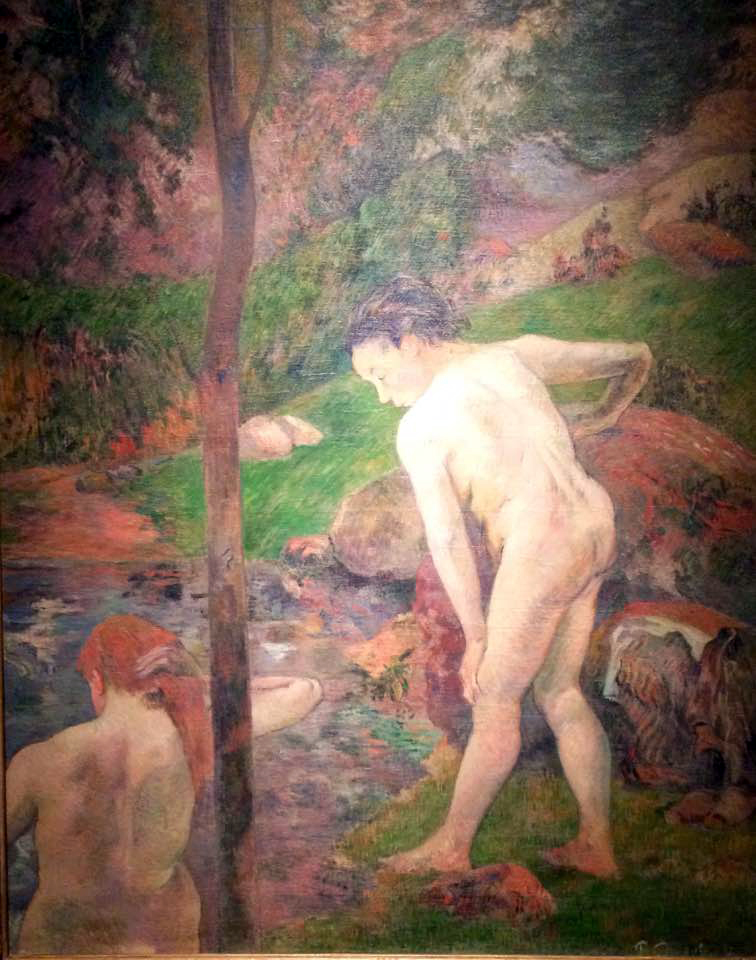
Paul Gauguin, La Baignade ou Deux baigneuses, 1887.
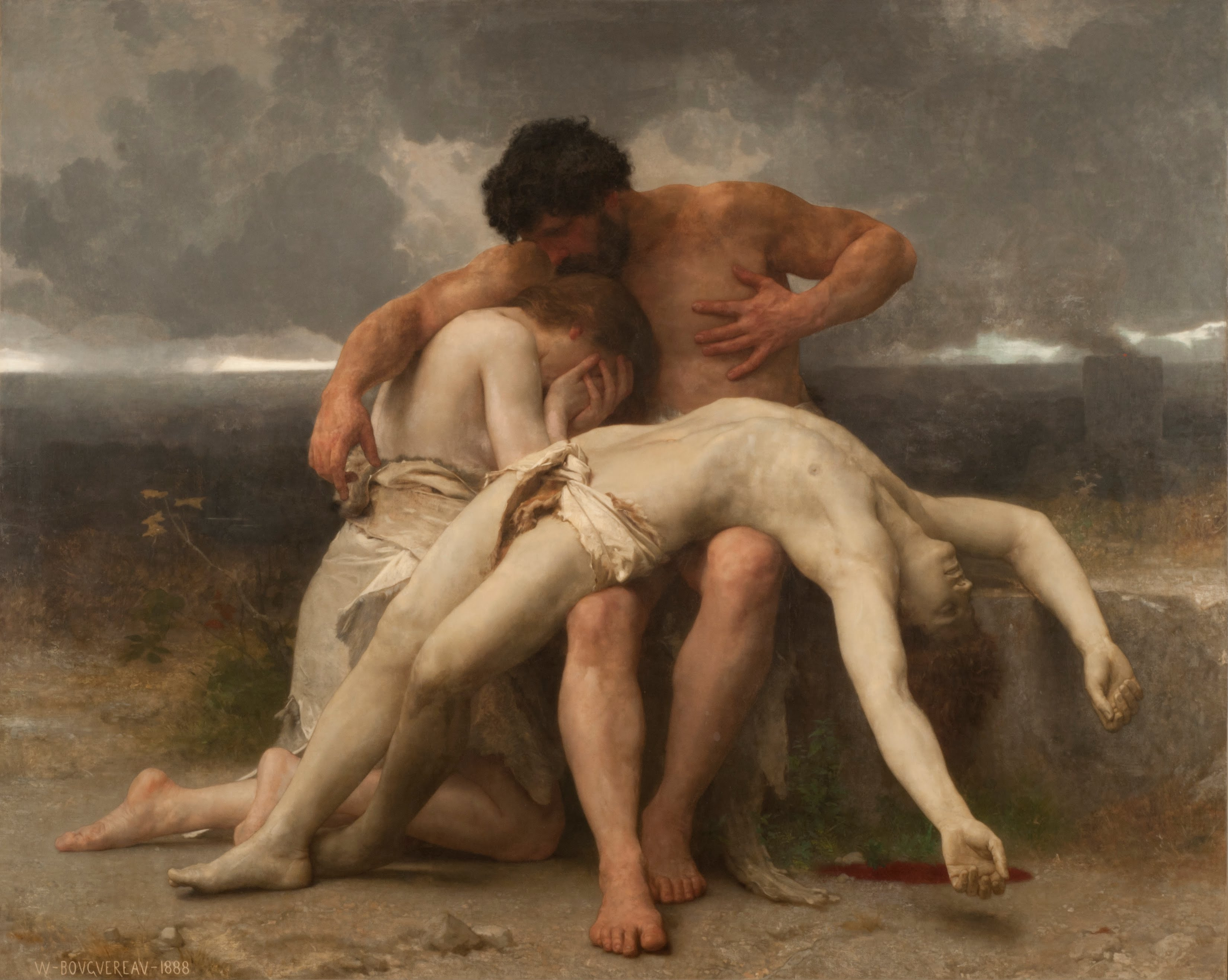
William Bouguereau, Premier Deuil, 1888.
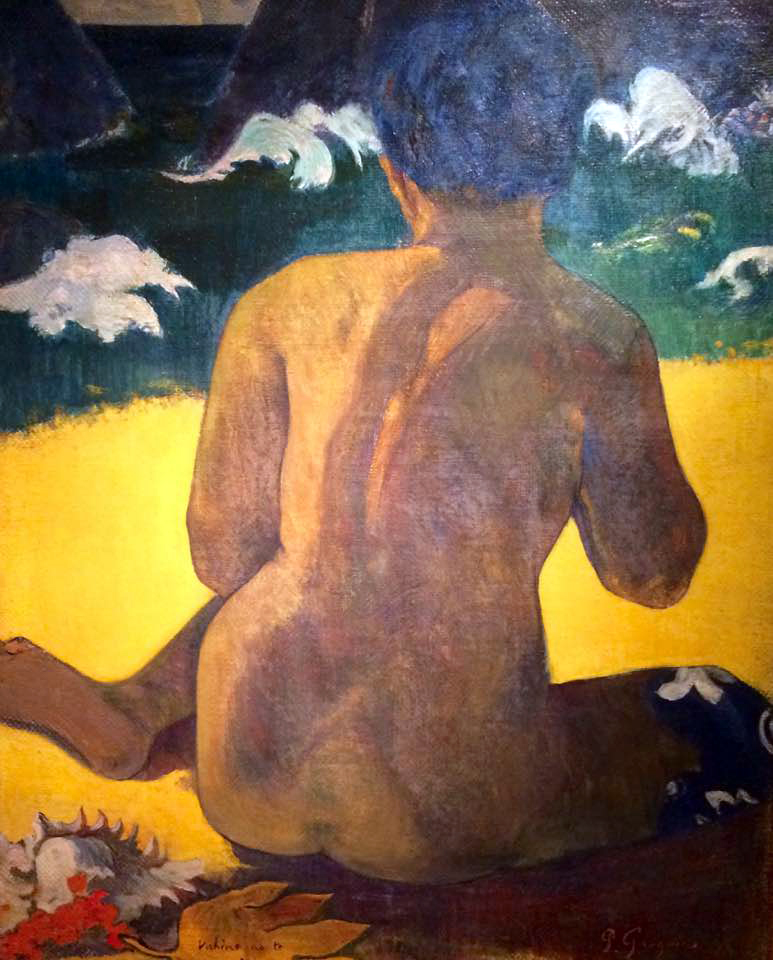
Paul Gauguin, Femme à la mer, 1892.
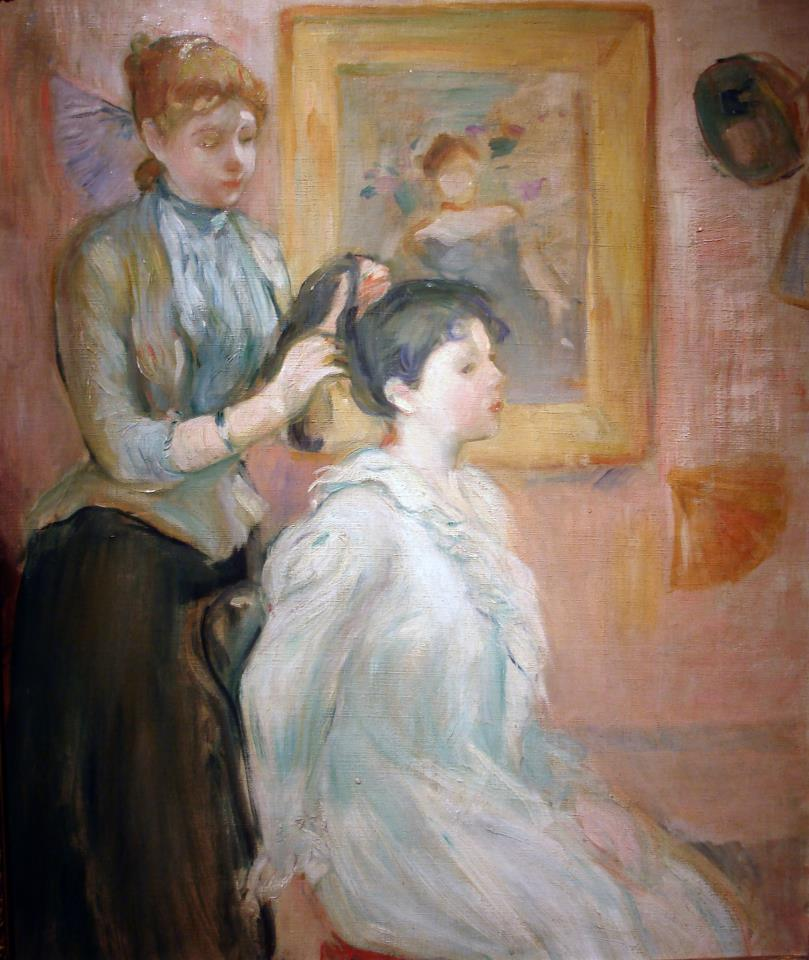
Berthe Morisot, La Coiffure, 1894.
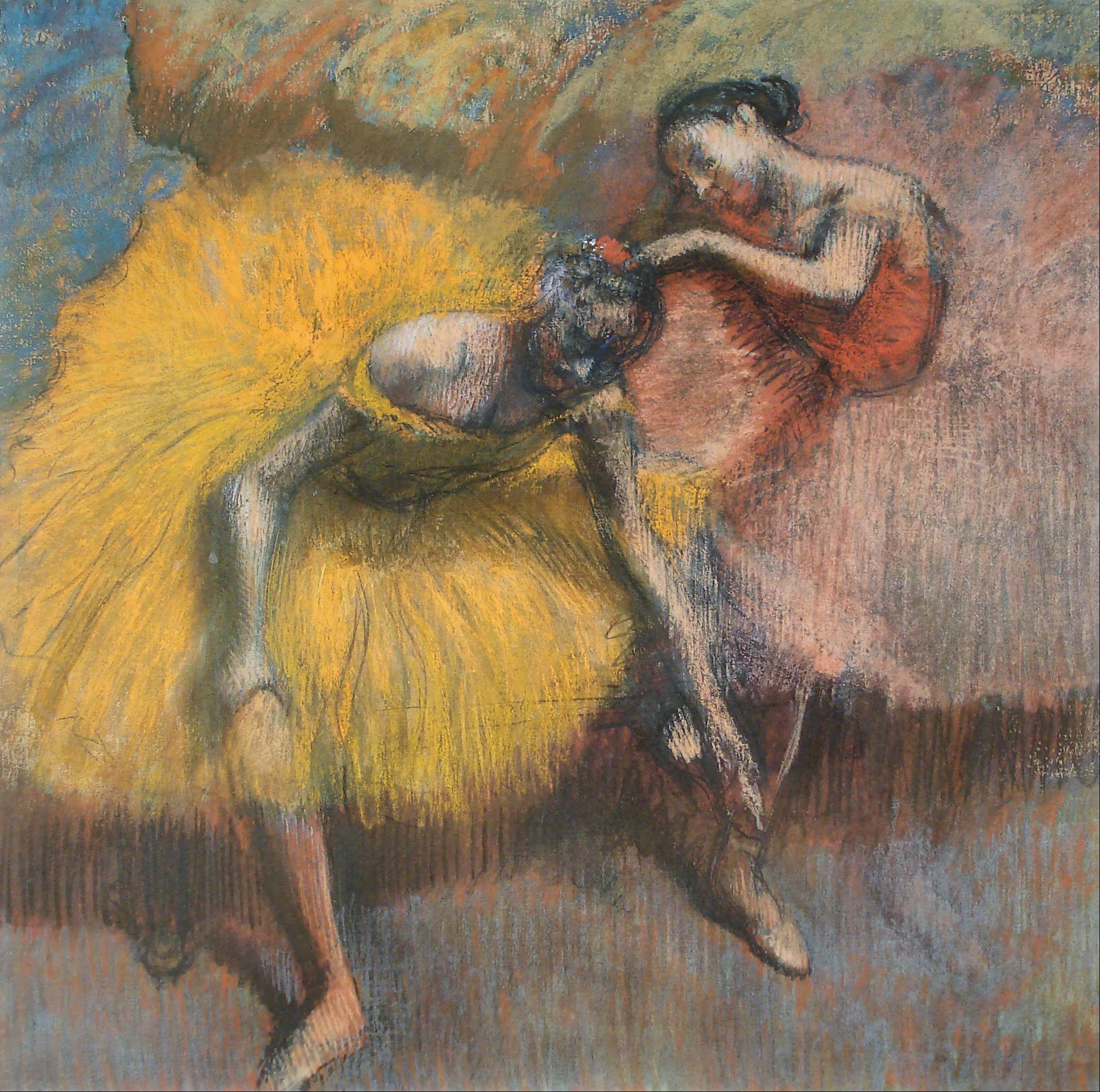
Edgar Degas, Deux danseuses jaunes et roses, 1898.
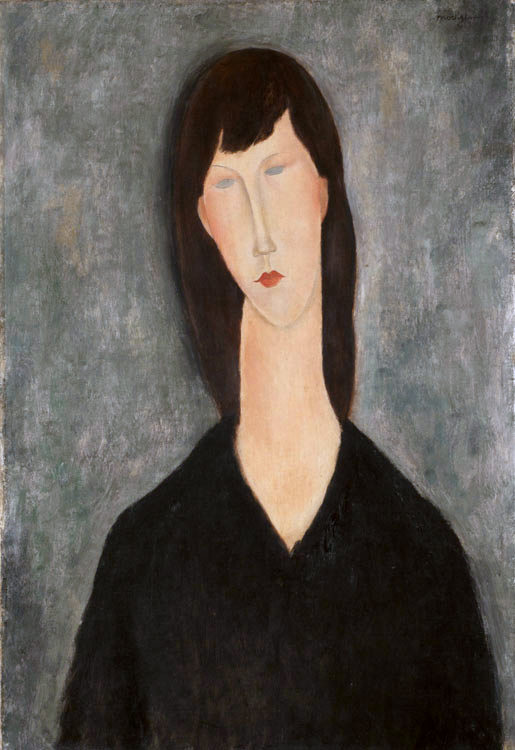
Amedeo Modigliani, Buste de femme, 1917-1920.

## Succursale de Neuquén
Le 12 septembre 2004 une annexe du MNBA  a été inaugurée à Neuquén. L'édifice a été dessiné par l'architecte Mario Álvarez, et a une superficie de 2 500 m2. N'étant pas un édifice recyclé, mais construit spécialement pour héberger le musée, il est doté d'une bonne fonctionnalité. Le musée comprend quatre salles, trois pour l'exposition permanente de 215 œuvres et la dernière pour les expositions temporaires, ainsi qu'un auditorium de quatre cents places utilisé pour diverses activités culturelles.